# Tahmasp II
Tahmasp II (sinh khoảng 1704 - mất 1740) là vị vua áp chót của vương triều Safavid xứ Ba Tư (Iran).
Tahmasp là con trai của Soltan Hosein. Khi Hosein bị quân Afghanistan hạ bệ năm 1722, Tahmasp lên ngôi và thành lập triều đình tại Tabriz. Ông giành được sự ủng hộ của những người Hồi giáo theo hệ phái Sunni ở Kavkaz, cũng như các bộ lạc Qizilbash (trong đó có cả người Afshar của tộc trưởng Nader Shah). Tahmasp cuối cùng cũng được Đế quốc Ottoman và Nga công nhận là quốc vương Ba Tư, tuy nhiên hai cường quốc này xâm lược và mang nhiều ảnh hưởng vào xứ Ba Tư. Năm 1729, Tahmasp nắm quyền khắp Ba Tư. Năm 1732, ông bị Nader Shah truất ngôi và con ông là Abbas III lên thay. Đến năm 1736, Nader Shah hạ bệ Abbas III rồi lên ngôi.
Năm 1740, tại Sabvezar, Tahmasp II và Abbas III bị con trai trưởng của Nader Shah là Reza qoli-Mirza giết chết.